# Апо
Апо е вулкан на остров Минданао, най-висок връх на Филипините – 2954 m, в сулгатарен стадий. Отделя газове и изпарения.